# Blaža
Blaža är ett vattendrag i Bosnien och Hercegovina. Det ligger i den centrala delen av landet, 26 kilometer norr om huvudstaden Sarajevo.
I omgivningarna runt Blaža växer i huvudsak blandskog. Runt Blaža är det ganska tätbefolkat, med 93 invånare per kvadratkilometer.